# Schaffouse, Chûtes du Rhin vues de loin
Schaffouse, Chûtes du Rhin vues de loin è un cortometraggio del 1896 diretto da Louis Lumière.
Catalogo Lumière n° 318

## Trama
Louis Lumière documenta in Svizzera (Neuhausen am Rheinfall) una barca con degli uomini che avanza vicino alle Cascate del Reno.